# Dynastie Candar
La dynastie Candar ou la maison de Candar (en turc moderne : Candaroğulları,,), beylicat de Candar, principauté de Candar (Candaroğulları Beyliği, Candar Beyliği), aussi connu sous les noms dynastie Isfendiyar (İsfendiyaroğulları), beylicat d'Isfendiyar (İsfendiyaroğulları Beyliği, İsfendiyar Beyliği) ou beylicat de Sinop, est une dynastie princière anatolienne qui régnait autrefois dans les territoires correspondant aux provinces d'Eflani, Kastamonu, Sinop, Zonguldak, Bartın, Karabük, Samsun, Bolu, Ankara et Çankırı dans la république de Turquie actuelle de l'année 1291 à 1461.
Issue de la branche de Kayı des Turcs Oghouzes, la dynastie doit son nom de Candar à Şemseddin Demir Yaman Candar (Jandar, Djandar ou Tchandar), le fondateur et premier bey de la dynastie qui était un commandant supérieur dans l'armée impériale du sultan seldjoukide de Roum Masʿūd II. Yaman Candar a reçu la région d’Eflani dans la province de Karabük à l’ouest de Kastamonu en remerciement de ses services.
La dynastie prend le nom d’İsfendiyar après le huitième bey nommé İsfendiyar. Comme la plupart des beylicats de cette période, il est absorbé par les Ottomans sous Bayezid Ier et recouvre son autonomie à la suite de la défaite des Ottomans contre Tamerlan en 1402. İsfendiyar le nouveau bey de Kastamonu est démis par le sultan Mourad II mais ses successeurs restent à Kastamonu comme vassaux des Ottomans. En 1461, le sultan Mehmed II incorpore le beylicat à l’empire. La dynastie ne disparaît pas complètement, les Isfendiyarides se succèdent au poste de gouverneur de la province de Kastamonu, puis à divers postes de l’administration ottomane. La dernière descendante de cette dynastie, Ayshe Sultan, est morte en 1981 à Ankara.

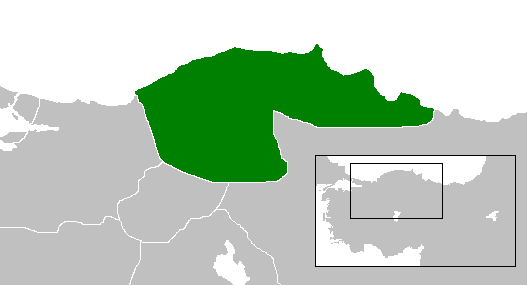
Le beylicat de Candar (Candaroğulları Beyliği).

La région contrôlée par cette dynastie, à son apogée, correspond à peu près aux provinces turques actuelles de Kastamonu et de Sinop, ainsi qu’une partie des provinces de Zonguldak, Bartın, Karabük, Samsun, Bolu, Ankara et Çankırı dans la région de la mer Noire. Cette région est aussi connue comme la Paphlagonie citée par Hérodote, et ce nom est utilisé pour désigner la même aire géographique pendant la période romaine par exemple par Pline l'Ancien.

## Histoire
Un descendant de la branche Kayı, Şemseddin Demir Yaman Candar accompagne le sultan Mas`ûd II dans ses guerres de 1282 à 1298. En raison de ce soutien Mas`ûd II lui donne la province d'Eflani comme fief personnel bien que celle-ci soit sous le contrôle des Çobanoğulları dont il devient le suzerain (1291).

### Şücaeddin Süleyman Paşa
Şücaeddin Süleyman Paşa, fils de Yaman Candar succède à son père en 1309. C’est lui qu’Ibn Battûta rencontre à la fin de l’hiver, en février/mars 1334.
Şücaeddin Süleyman agrandit son domaine, il prend Kastamonu, Safranbolu et Sinop, qui dépendaient jusque-là des descendants de Mu`in ad-Dîn Suleyman « Pervane » (Pervâneoğulları). Şücaeddin Süleyman nomme son fils aîné İbrahim comme gouverneur de Sinop (1322) et son cadet `Ali gouverneur de Safranbolu. Şücaeddin Süleyman reste vassal des Ilkhans mongols jusqu’à la mort du dernier d’entre eux Abu Saïd Bahadur en 1335.

### La dynastie jusqu’en 1391
Şücaeddin Süleyman meurt en 1339. Son fils aîné İbrahim lui succède, mais le cadet, `Ali lui conteste le trône. Finalement İbrahim règne jusqu’en 1345.
Adil cousin d’İbrahim et son père Yakup se disputent la succession. Adil l’emporte sur son père et règne jusqu’en 1361. Celaleddin Kötürüm Beyazıd, le fils d’Adil prend la suite. Il doit combattre à deux reprises contre Kadi Burhaneddin qui règne sur la province de Sivas.
Celaleddin Beyazıd a trois fils :
- Süleyman dont la fille se marie avec le sultan Mourad Ier
- Mubarizeddin[15] İsfendiyar
- İskender.

Celaleddin Beyazıd montre sa préférence pour son fils plus jeune fils. Son fils aîné, Süleyman, tue İskender et se réfugie auprès du sultan Murad Ier.
Sultan Murat Ier aide Süleyman qui marche vers Kastamonu avec une armée ottomane. Beyazıd perd Kastamonu au profit de son fils Süleyman Paşa qui a le soutien sultan ottoman Mourad Ier (1383). Beyazıd se replie sur Sinop et il partage le beylicat avec son fils. Beyazıd meurt en 1385.
Süleyman Paşa garde son indépendance et conserve de bonnes relations avec les Ottomans. Il participe aux campagnes ottomanes en Europe de 1386 et 1389.
Le sultan Bayezid Ier succède à Mourad Ier en 1390. Il est décidé à conquérir toute l’Anatolie. Il prend Kastamonu, Süleyman Paşa meurt (1391), entraînant l'extinction de la branche de Candar installée à Kastamonu.

### İsfendiyar
Mubarizeddin İsfendiyar second fils de Celaleddin Kötürüm Beyazıd succède à son père pour un long règne de 47 ans. Après lui la dynastie change de nom pour devenir celle des Isfendiyarides (İsfendiyaroğulları).
Craignant un conflit avec les Ottomans, İsfendiyar demande l’immunité à Bayezid Ier. Ce dernier lui accorde cette immunité à condition de se reconnaître comme vassal des Ottomans. Après la défaite de Bayezid Ier contre Tamerlan en 1402, İsfendiyar reconnaît l’autorité de Tamerlan. İsfendiyar est confirmé dans le territoire de Candar traditionnel : Kastamonu, Kalecik, Tosya, et Çankırı.
C’est un règne paisible. İsfendiyar s’attache au développement des infrastructures publiques et culturelles. Pendant son règne on construit des mosquées, des écoles (medrese), des bibliothèques, des établissements charitables, des ponts, des auberges et des bains publics.
Après le retrait de Tamerlan et pendant de l’interrègne ottoman, İsfendiyar se tient proche des quatre frères rivaux ottomans en évitant tout conflit. En 1413, Mehmed Ier Çelebi devient le nouveau sultan ottoman, puis en 1421, Mourad II lui succède.
İsfendiyar est le père de cinq fils et d’une fille :
- Taceddin[17] İbrahim, marié à une des filles du sultan Mourad II[16]
- Kawameddin[18] Kasim marié en 1425 à une sœur de Mourad II[19]
- Hizir
- Murad
- Halima mariée au sultan Mourad II[19].

Kawameddin Kasim s’autoproclame souverain des régions de Çankırı and Tosya, et déclare l’annexion de ces territoires au sultanat ottoman. İsfendiyar se rebelle contre Mourad II. Il est battu et doit se replier en 1423 à Sinop, dont il agrandit le port et assure l'essor économique, notamment grâce à l'atelier monétaire.
Il y rassemble des savants et les encourage à travailler librement. Il est l’auteur de nombreux livres en langue turque.
Tout en maintenant de bonnes relations avec les Ottomans, İsfendiyar a agrandi la principauté qui connaît alors un âge d’or. Il meurt le 26 février 1440 et est enterré dans le mausolée des Isfendiyarides, situé dans la cour de la grande mosquée.

### La dynastie d'İsfendiyar
Taceddin İbrahim, le fils aîné d’İsfendiyar, succède à son père. Les relations avec les Ottomans sont paisibles. Il meurt en mai 1443 et est enterré avec son père dans le mausolée familial.

Le fils aîné d’İbrahim, Kemaleddin İsmail prend la succession. Il est éduqué et vertueux. Il développe les établissements charitables. Mais son frère cadet, Kızıl Ahmed, lui conteste le trône. Kızıl Ahmed se réfugie auprès des Ottomans et incite les vizirs ottomans à s’emparer des territoires des Isfendiyarides. Après la conquête de Constantinople en 1453, le sultan Mehmed II le Conquérant décide d’unifier l’Anatolie sous son autorité. Mahmud Paşa mène les armées du sultan Mehmed II vers le territoire de l’empire de Trébizonde. Kızıl Ahmed l’accompagne pour faire le siège de Sinop, İsmail préfère se rendre avec la promesse d’être épargné ainsi que ses enfants (1461). Sinop tombe sous le contrôle ottoman sans effusion de sang. İsmail participe ensuite à la campagne contre Trébizonde. Kızıl Ahmed est nommé gouverneur de Sinop et Kastamonu mais destitué la même année.

Les armes de la maison de Candar d’après l'Atlas catalan de 1375.

### Armes
En raison de leurs similitudes, beaucoup peuvent confondre les armes de Candar avec ce qui est maintenant connu comme l'étoile de David. Au Moyen Âge, ce symbole était aussi utilisé par les musulmans et connu sous le nom de Sceau de Salomon, d'après Salomon, fils de David. Un symbole similaire figure aussi sur le drapeau du beylicat de Karaman.

## Culture et économie
Le beylicat de Candar est situé dans une région très importante économiquement. La population de cette région atteignait 420 000 habitants en 1332. Le règne de 170 ans des Candarides leur a permis de développer l’architecture religieuse et sociale de la région. Ils ont joué aussi un rôle important dans le développement de la langue turque : De nombreux livres sont écrits, aussi bien des poèmes que des ouvrages scientifiques et des traductions de l’arabe et du persan. Un certain nombre de leurs œuvres architecturales demeurent encore actuellement.
Le géographe persan du XIVe siècle al-Omari remarque que Kastamonu est l’une des provinces les plus importantes de cette région et que Sinop est le plus important port de la mer Noire, il permet de maintenir la route commerciale avec les autres ports, les Génois qui ont un entrepôt sur le port, et les provinces de l’intérieur. La province voisine de Sivas est habitée par de nombreux marchands génois qui transportent les marchandises arrivant à Sinop, Samsun et Trébizonde. Les archives vénitiennes mentionnent que les Candarides avaient d’étroites relations commerciales avec les républiques de Venise et Gênes. La région possède aussi des ressources naturelles comme du fer et du cuivre.
Dans leurs échanges avec les Génois, les Candarides utilisent une monnaie de cuivre avec la gravure de deux poissons et de l’inscription Dârü's-saâde-i Sinop (le palais de Sinop).

### Monuments

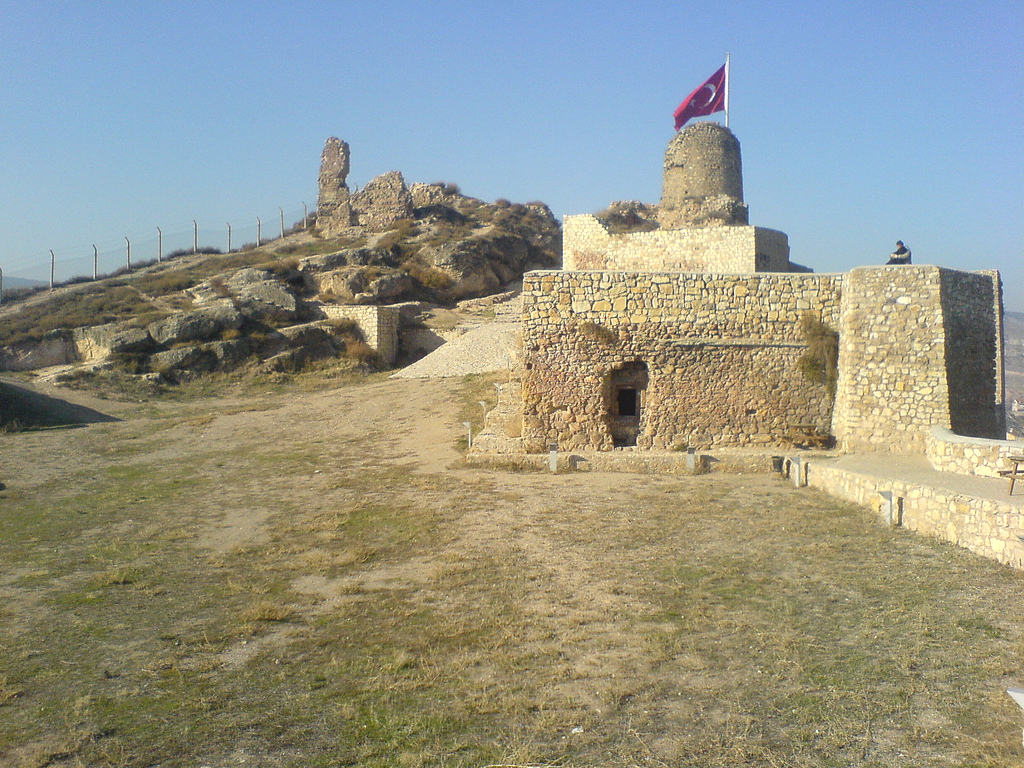
Le château de Kastamonu

À Kastamonu et sa région, les Candarides laissent des monuments encore visibles :
- La mosquée de l'Atabey construite en 1273, connue sous le nom de mosquée aux 140 piliers à cause de ses piliers de bois. Le petit minaret en pierre est de la période seldjoukide.
- La mosquée Ibni Neccar construite en 1353, elle a subi de nombreuses restaurations. Sa porte d'entrée reste un très bel exemple de sculpture sur bois.
- La mosquée de Mahmud Bey, à 20 km dans le village de Kasaba a été construite en 1388 par Mahmud de la dynastie. À l'intérieur, les sculptures de bois peint sont remarquables.
- Le complexe d'Ismail Bey, construit 1451 est composé d'une mosquée, d'un mausolée, de bains, d'une université théologique et d'un hospice. Les sculptures de la façade en pierre du mausolée sont intéressantes.

Le château de Kastamonu a été fondé par les Byzantins. C'est un des plus beaux monuments de la province. Si les fondations son byzantines, les superstructures du château sont de la période des Candarides.

## Militaire
Le beylicat de Candar disposait d'une cavalerie de 25 000 cavaliers. Cette importante force militaire a contribué aux campagnes des Ottomans en Roumelie et en Anatolie, y compris pendant le siège de Constantinople. La proximité de l’Empire byzantin les a conduits à se battre contre lui plutôt que contre les autres beylicats.
Les Candarides avaient aussi une force navale importante. Sa taille est inconnue mais elle a été utilisée pour l’attaque d’un avant-poste génois à Caffa (Théodosie en Crimée, en Ukraine.)

## Le Témoignage d’Ibn Battûta
À Kastamonu, Ibn Battûta rencontre Şücaeddin Süleyman Paşa :

« C’est le sultan illustre Soleïman pâdchâh; il est vieux, car son âge dépasse soixante et dix ans ; il a une belle figure, une longue barbe, et son extérieur est majestueux et imposant. »

— Ibn Battûta, Op. cit., « Du Sultan de Kasthamoûniyah », p. 159 (.pdf).
Quelques jours plus tard, Ibn Battûta rencontre İbrahim, le fils de Şemseddin Yaman Candar. İbrahim est l’émir de Sinop depuis 1322 :

« Nous partîmes de là pour Sanoûh, ville très populeuse et qui réunit la force à la beauté. La mer l’entoure de tous côtés, sauf un seul, qui est celui de l’orient. Elle a en cet endroit une porte, et l’on n’y entre qu’avec la permission de son émir. C’est Ibrâhîm bec, fils du sultan Soleïmân pâdichâh, dont il a été question ci-dessus. »

— Ibn Battûta, Op. cit., « Du Sultan de Kasthamoûniyah », p. 161 (.pdf).

## La dynastie

Carte des beylicats d’Anatolie formés après la Bataille de Köse Dağ (26 juin 1243)

| 1291-1309 | Chams al-Dîn Temür Yaman Jandar   | Şemseddin Demir Yaman Candar      |                                   | Éponyme de la dynastie.                     |
| 1309-1339 | Chujâ` al-Dîn Sulayman Pacha      | Şücaeddin Süleyman Paşa           | Candar                            | Fondateur du beylicat à Kastamonu.          |
| 1340-1345 | Ibrâhîm                           | İbrahim                           | Süleyman                          | Contesté au début par son frère cadet `Ali. |
| 1345- ?   | Emir Ya’kûb                       | Yakup                             | Candar                            |                                             |
| 1345-1361 | `Adil                             | Adil                              | Süleyman                          |                                             |
| 1361-1385 | Jalâl al-Dîn Bâyazîd Kötürüm      | Celaleddin Kötürüm Beyazıd        | Adil                              | à Sinop seulement après 1383.               |
| 1383-1392 | Sulayman Pacha                    | Süleyman Paşa                     | Beyazıd                           | à Kastamonu                                 |
| 1392-1439 | Mubâriz al-Dîn Isfendiyar         | Mubarizeddin İsfendiyar           | Beyazıd                           |                                             |
| 1439-1443 | Tâj al-Dîn Ibrâhîm                | Taceddin İbrahim                  | İsfendiyar                        |                                             |
| 1443-1459 | Kamâl al-Dîn Ismâ`îl              | Kemaleddin İsmail                 | İbrahim                           |                                             |
| 1459-1461 | Kamâl al-Dîn Ismâ`îl              | Kemaleddin İsmail                 | İbrahim                           | à Sinop                                     |
| 1459-1461 | Kizil Ahmad                       | Kızıl Ahmed                       | İbrahim                           | à Kastamonu                                 |
| 1461      | Incorporation à l'Empire ottoman. | Incorporation à l'Empire ottoman. | Incorporation à l'Empire ottoman. | Incorporation à l'Empire ottoman.           |